# Horácio (Mauricio de Sousa)
Horácio é uma personagem de HQ criado por Mauricio de Sousa. É um dinossauro, filhote de Tiranossauro Rex. O personagem estreou na tira diária do Piteco publicadas no jornal Diário de São Paulo e depois ganhou pranchas dominicais publicadas na Folha de S.Paulo.

## Criação
O Horácio foi inspirado em dois amigos de Mauricio em Mogi das Cruzes. O nome veio de um professor e a aparência de um amigo conhecido como Timinho. E é o logo da escola Instituto Dona Placidina desta mesma cidade.

## Publicação
Horácio é o único personagem cujas histórias são apenas escritas pelo próprio Mauricio. Segundo ele mesmo, muitas das típicas divagações de Horácio são fruto de experiências pessoais do próprio Mauricio de Sousa.
Fora as tiras de jornal, Horácio é publicado nas revistas mix da Turma da Mônica e chegou a ter uma revista especial  de menor formato (cerca de 10 cm altura) chamada de Gibizinho. Pela Panini, Horácio ganhou um almanaque de republicações dividido com o Piteco.

### MSP 50, MSP+50 e Graphic MSP
Em 2009, foi publicado o álbum MSP 50 pela Panini Comics, comemorativo aos 50 anos de carreira de Mauricio de Sousa. Numa das histórias, o quadrinista Spacca manteve o character design original do personagem ao contrário dos outros artistas.
Em 2010, foi publicado um novo álbum. Horácio ganhou uma história solo produzida por Mozart Couto.
Em 2018, o selo Graphic MSP lançou Horácio: Mãe, feita por Fabio Coala.

### Edições encadernadas
Em 2013, a Panini Comics lançou Horácio e Seus Amigos Dinossauros, com 112 páginas contendo as tiras de Horário por Mauricio de Sousa de 1963 a 1965. Em agosto de 2021, a editora Pipoca & Nanquim lançou Horácio Completo em 4 volumes de contendo as tiras de 1963 a 1992.

## Características
Horácio é um filhote de tiranossauro. Inicialmente, ele havia sido abandonado ao sol e encontrado ainda dentro do ovo pelo personagem Piteco, que o levou para sua aldeia, Lem. Por ter arranjado problemas por lá, acabou expulso.
É descrito como gentil, amigo e preocupado em auxiliar o próximo. Tem vários amigos. Horácio é um carnívoro, mas insiste em ter uma dieta vegetariana, tendo a "alfacinha" como seu prato predileto. É um dos personagens mais filosóficos de Mauricio de Sousa, que o descreve como seu alter ego. É muito disputado pelas dinossaurinhas Simone e Lucinda.
Vive em função de encontrar sua mãezinha, que, por algum motivo, o largou quando este ainda era um ovo.
Por muitos anos, acreditou-se que, após nascerem, os filhotes de tiranossauros eram abandonados pelos pais, mas descobertas paleontológicas recentes revelaram que muitos dinossauros, como o Tiranossauro, apresentavam um comportamento mais sociável, vivendo em bandos, visando a proteção dos indivíduos que a compõem, principalmente dos filhotes.

## Turma do Horácio
Ao contrário das histórias do Piteco, onde os seres humanos convivem com dinossauros.
O ambiente de Horácio reporta-se apenas ao período jurássico. Assim, suas personagens trazem apenas seres compatíveis com o período.
Seus maiores amigos são o Tecodonte, o Antão, o Pterodáctilo Alfredo e Lucinda insiste em tentar ser sua namorada - embora Horácio ache que ainda é muito novo para namorar.
Mauricio chegou a escrever para a Editora Globo um título sobre o personagem intitulado Manual da Pré-História do Horácio. O livro possui característica didática, falando sobre as origens e a vida dos dinossauros, sua evolução, e qual a importância dos fósseis.